# Cambria (tipografía)
Cambria es un tipo de letra que viene con Microsoft Windows Vista, Microsoft Office 2007 y Microsoft Office 2008 para Mac, diseñado específicamente para la lectura en pantalla. 
Cambria fue diseñado por el tipógrafo holandés Jelle Bosma en 2004, con Steve Matteson y Robin Nicholas.
Se distribuye con Windows Vista, Microsoft Office 2007 y Microsoft Office 2008 para Mac. Esta fuente, junto con Calibri, Candara, Consolas, Constantia y Corbel, también se distribuye gratuitamente con el Visor de PowerPoint 2007 y el paquete de compatibilidad de Microsoft Office.